# Lars Roberg
Lars Roberg, född 24 januari 1664 i Stockholm, död 21 maj 1742 i Uppsala, var en svensk medicinsk och naturvetenskaplig forskare samt grundare av Akademiska sjukhuset, tecknare och kopparstickare. Under fyra ej sammanhängande terminer var han också rektor vid Uppsala universitet.

## Biografi
Lars Roberg var son till hovapotekaren Daniel Roberg och Ingrid Meinich. Han studerade först vid Uppsala universitet innan han promoverades till medicine doktor vid universitetet i Leiden. Omkring 1690 återvände han till Sverige och höll föreläsningar i anatomi, varigenom han rönte uppskattning och utsågs till professor 1697.
Bland Lars Robergs många bidrag till vetenskaperna var för det första att grunda en poliklinik, för det andra att han öppnade en sjukstuga vid Oxenstiernska huset vid Riddartorget som hade funktionen av universitetsklinik och kallades Nosocomium academicum där han efterträddes av Nils Rosén von Rosenstein. Denna sjukstuga skulle sedermera bli Akademiska sjukhuset i Uppsala.
Lars Roberg var en av Carl von Linnés lärare och gynnare då han ägde ett stort bibliotek. Hans vetenskapliga gärningar sträckte sig till zoologi, botanik, och även humanistiska ämnen. Han gjorde även några berömda träsnitt till Silverbibeln (Codex argenteus). Ett porträtt av Lars Roberg som Casten Rönnow målat finns idag på Uppsala universitet.
Han var en av de första att väljas in i Kungliga Vetenskapsakademien efter dess bildande. Roberg började teckna i ungdomsåren och fick även privatlektioner av några konstnärer. Han har efterlämnat en stor produktion av tecknade figurer, landskap och vetenskapliga illustrationer. Hans teckning över Sala silvergruva i genomskärning ingår i den tredje delen av Acta literaria Svecia som utgavs 1720 Roberg finns representerad vid Uppsala universitetsbibliotek.